# Grängsbo

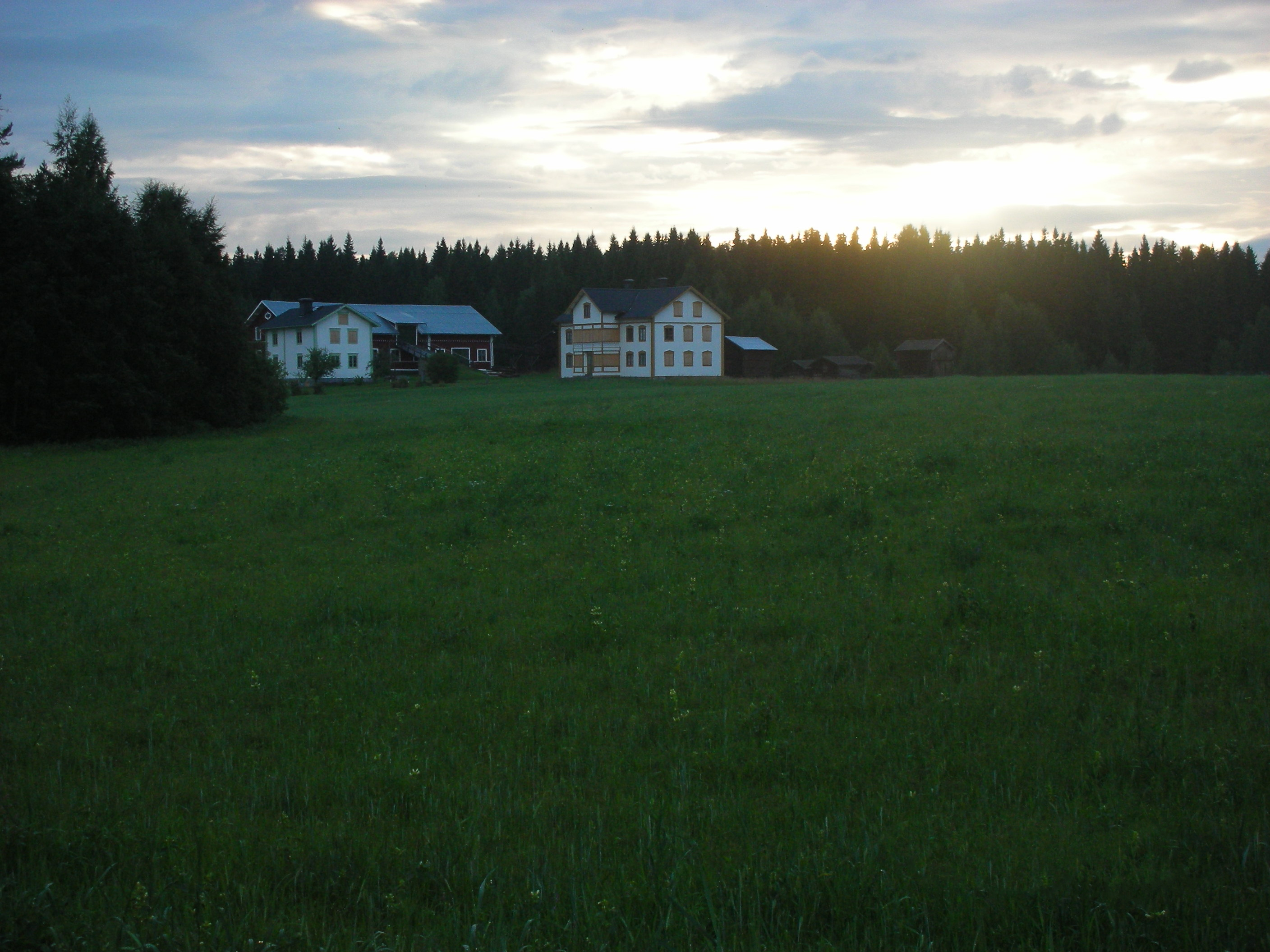
Tutabo gård i Grängsbo.

Grängsbo är en by som ligger mellan sjöarna Grängen och Lössnan i södra Hälsingland. Vid berget Skinnsäcken i Grängsbo ligger Grängsbo Lillkyrka, upprättad 1932 av Jonas Arvid Jonsson.
I Grängsbo finns stora välbevarade hälsingegårdar som Skommars, Tutabo och Per Ers. I Grängsbo finns även en gammal gruva, där det tidigare bröts koppar. Man har även hittat uran vid Grängsbo gruva.